# Население Бреста
Население Бреста (бел. Насельніцтва Брэста) на 1 января 2024 года составило 344 470 человек. Брест — крупнейший город Брестской области и шестой по численности населения в Республике Беларусь после Минска, Гомеля, Витебска, Могилёва и Гродно. За 1959—2019 годы численность населения города выросла почти в 5 раз.

## Численность
| Год  | Численность | Численность  |
| ---- | ----------- | ------------ |
| 1390 | 2000        |              |
| 1450 | 5000        | [ 2 ]        |
| 1825 | 11 000      | [ 3 ] [ 4 ]  |
| 1861 | 20 900      | [ 4 ] [ 3 ]  |
| 1897 | 46 600      | [ 4 ] [ 3 ]  |
| 1959 | 73 600      | [ 5 ] [ 6 ]  |
| 1970 | 121 600     | [ 5 ] [ 6 ]  |
| 1979 | 171 000     | [ 5 ] [ 6 ]  |
| 1985 | 230 000     | [ 5 ] [ 6 ]  |
| 1996 | 285 000     | [ 7 ]        |
| 1998 | 297 000     | [ 8 ] [ 9 ]  |
| 2001 | 288 812     | [ 7 ]        |
| 2002 | 290 673     | [ 7 ]        |
| 2003 | 291 855     | [ 7 ]        |
| 2004 | 292 937     | [ 7 ]        |
| 2005 | 293 700     | [ 7 ]        |
| 2006 | 293 922     | [ 7 ]        |
| 2007 | 295 012     | [ 7 ]        |
| 2008 | 302 806     | [ 7 ]        |
| 2009 | 309 764     | [ 10 ]       |
| 2010 | 309 204     | [ 11 ]       |
| 2011 | 313 045     | [ 7 ]        |
| 2012 | 316 963     | [ 7 ]        |
| 2013 | 321 184     | [ 7 ]        |
| 2014 | 324 090     | [ 12 ] [ 7 ] |
| 2015 | 327 290     | [ 13 ] [ 7 ] |
| 2016 | 330 147     | [ 14 ] [ 7 ] |
| 2017 | 332 557     | [ 15 ] [ 7 ] |
| 2018 | 334 463     | [ 16 ] [ 7 ] |
| 2019 | 336 183     | [ 17 ] [ 7 ] |
| 2020 | 339 519     | [ 18 ] [ 7 ] |
| 2021 | 340 318     | [ 19 ]       |
| 2022 | 340 723     | [ 20 ]       |
| 2023 | 342 461     | [ 21 ]       |
| 2024 | 344 470     | [ 22 ]       |
| 2025 | 346 061     | [ 23 ]       |

## Национальный состав
| Национальный состав по переписи 2009 года | Национальный состав по переписи 2009 года | Национальный состав по переписи 2009 года | Национальный состав по переписи 2009 года | Национальный состав по переписи 2009 года | Национальный состав по переписи 2009 года | Национальный состав по переписи 2009 года | Национальный состав по переписи 2009 года | Национальный состав по переписи 2009 года | Национальный состав по переписи 2009 года | Национальный состав по переписи 2009 года |
| всего (2009)                              | белорусы                                  | белорусы                                  | русские                                   | русские                                   | украинцы                                  | украинцы                                  | поляки                                    | поляки                                    | армяне                                    | армяне                                    |
| ----------------------------------------- | ----------------------------------------- | ----------------------------------------- | ----------------------------------------- | ----------------------------------------- | ----------------------------------------- | ----------------------------------------- | ----------------------------------------- | ----------------------------------------- | ----------------------------------------- | ----------------------------------------- |
| 309 764                                   | 254 413                                   | 82,13%                                    | 33 066                                    | 10,67%                                    | 12 882                                    | 4,16%                                     | 2996                                      | 0,97%                                     | 282                                       | 0,09%                                     |
| 309 764                                   | евреи                                     | евреи                                     | татары                                    | татары                                    | азербайджанцы                             | азербайджанцы                             | литовцы                                   | литовцы                                   | немцы                                     | немцы                                     |
| 309 764                                   | 234                                       | 0,08%                                     | 225                                       | 0,07%                                     | 157                                       | 0,05%                                     | 105                                       | 0,03%                                     | 102                                       | 0,03%                                     |
| 309 764                                   | молдоване                                 | молдоване                                 | туркмены                                  | туркмены                                  | узбеки                                    | узбеки                                    | грузины                                   | грузины                                   | китайцы                                   | китайцы                                   |
| 309 764                                   | 99                                        | 0,03%                                     | 97                                        | 0,03%                                     | 70                                        | 0,02%                                     | 65                                        | 0,02%                                     | 49                                        | 0,02%                                     |
| Национальный состав по переписи 1959 года |                                           |                                           |                                           |                                           |                                           |                                           |                                           |                                           |                                           |                                           |
| всего (1959)                              | белорусы                                  | белорусы                                  | русские                                   | русские                                   | украинцы                                  | украинцы                                  | поляки                                    | поляки                                    | евреи                                     | евреи                                     |
| 73 614                                    | 39 208                                    | 53,26%                                    | 25 071                                    | 34,06%                                    | 5402                                      | 7,34%                                     | 1888                                      | 2,56%                                     | 1315                                      | 1,79%                                     |

## Рождаемость, смертность, естественный прирост
В 2018 году в Бресте родилось 3899 и умерло 2888 человек (в том числе 8 в возрасте до 1 года). Естественный прирост в городе составил 1011 человек. Коэффициент рождаемости (в пересчёте на 1000 человек) в 2018 году составил 11,2, коэффициент смертности — 8,3, естественный прирост — 2,9. Рождаемость в Бресте немного выше средней по области (11,1), смертность — значительно ниже средней по области (12,7). По сравнению с другими областными центрами рождаемость в Бресте самая высокая, смертность — самая низкая. Рождаемость в некоторых городах и городских посёлках области выше, чем в Бресте (Давид-Городок, Жабинка, Иваново, Малорита, Ружаны, Шерешево). Среди городов и городских посёлков области смертность ниже, чем в Бресте, в 2018 году была зафиксирована только в Ивацевичах (7,9) и Столине (7). Естественный прирост выше, чем в Бресте, был зарегистрирован в области только в Иваново (5,2), Малорите (5,1) и Столине (4,5); в Ивацевичах был отмечен аналогичный естественный прирост (2,9).
Уровень рождаемости в Бресте достиг максимума в XXI веке в 2014—2016 годах (14,1—14,2), численность родившихся детей в Бресте в эти годы была почти на тысячу выше, чем в 2018 году (4718 в 2014, 4781 в 2015 и 4861 в 2016). Колебания смертности в 2010-х годах были незначительными (от 8,2 до 8,9), численность умерших в городе колебалась от 2762 (2015 год) до 2913 (2017 год). В городе сохраняется естественный прирост, хотя в 2015 и 2016 годах он превышал 2 тысячи человек ежегодно и сократился вдвое к 2018 году.
|                      | 2005 | 2008  | 2009  | 2010  | 2011  | 2012  | 2013  | 2014  | 2015  | 2016  | 2017  | 2018  |
| -------------------- | ---- | ----- | ----- | ----- | ----- | ----- | ----- | ----- | ----- | ----- | ----- | ----- |
| родилось             | 3111 | 3931  | 3959  | 3992  | 4204  | 4566  | 4585  | 4718  | 4781  | 4864  | 4329  | 3899  |
| умерло               | 2701 | 2715  | 2777  | 2801  | 2932  | 2762  | 2857  | 2787  | 2762  | 2800  | 2913  | 2888  |
| естественный прирост | +410 | +1216 | +1182 | +1191 | +1272 | +1804 | +1728 | +1931 | +2019 | +2064 | +1416 | +1011 |

Естественный прирост в Бресте ниже миграционного прироста, т. е. численность населения города растёт в основном за счёт внутренних и внешних миграций (только в 2016 году благодаря рекордной рождаемости естественный прирост был выше миграционного).
| Коэффициенты рождаемости и смертности в Бресте:                                                 |
| Графики недоступны из-за технических проблем. См. информацию на Фабрикаторе и на mediawiki.org. |

## Возрастные группы
На 1 января 2019 года в Бресте проживало 19,1% населения в возрасте моложе трудоспособного, 60,6% в трудоспособном возрасте, 20,3% в возрасте старше трудоспособного. Доля населения в трудоспособном возрасте в Бресте одна из самых высоких в Брестской области (столько же — в городских населённых пунктах Ивацевичского района), а доля населения в возрасте старше трудоспособного — самая низкая в области.

## Женщины и мужчины
На 1 января в Бресте проживало 162 224 мужчины (46,3%) и 188 392 женщины (53,7%). На 1000 мужчин приходилась 1161 женщина. Доля женщин в Бресте выше средней по Брестской области (52,9%), но ниже, чем в Барановичах, Пинске и некоторых других городах области.

## Браки и разводы
В 2018 году в Бресте было заключено 2134 брака (6,1 на 1000 человек) и 1152 развода (3,3 на 1000 человек). Уровень заключения браков и разводов в Бресте незначительно выше среднего по области (6 и 3 соответственно).
| Браки и разводы в Бресте по годам:                                                              |
| Графики недоступны из-за технических проблем. См. информацию на Фабрикаторе и на mediawiki.org. |

Средний возраст вступления в первый брак по Брестской области составил 27,3 года для мужчин и 25 лет для женщин (статистика по городу отстутствует), в повторный брак — 40,6 и 37 лет соответственно. Средний возраст вступления в брак в области непрерывно растёт с 1995 года.

## Миграция
Внутренняя миграция является основным источником роста численности населения Бреста. В 2010—2018 годах в Брест ежегодно приезжало на 1780—3824 человека больше, чем выезжало из города в другие районы области и Республики Беларусь и за границу:
|                      | 2005 | 2008  | 2009  | 2010  | 2011  | 2012  | 2013  | 2014  | 2015  | 2016  | 2017  | 2018  |
| -------------------- | ---- | ----- | ----- | ----- | ----- | ----- | ----- | ----- | ----- | ----- | ----- | ----- |
| прибыло              | 6050 | 6868  | 9206  | 7865  | 7240  | 7312  | 7576  | 8078  | 8390  | 7972  | 8184  | 7865  |
| выбыло               | 5158 | 4884  | 4837  | 4075  | 3416  | 3608  | 4798  | 5298  | 5913  | 6192  | 6009  | 5836  |
| миграционный прирост | +892 | +1984 | +4369 | +3790 | +3824 | +3704 | +2778 | +2780 | +2477 | +1780 | +2175 | +2029 |

В 2018 году Брест и Брестский район были единственными административными единицами Брестской области с миграционным приростом населения, в остальных наблюдалась миграционная убыль.